# La Fiancée vendue
Prodaná nevěsta
Pour l'adaptation, voir La Fiancée vendue (film).

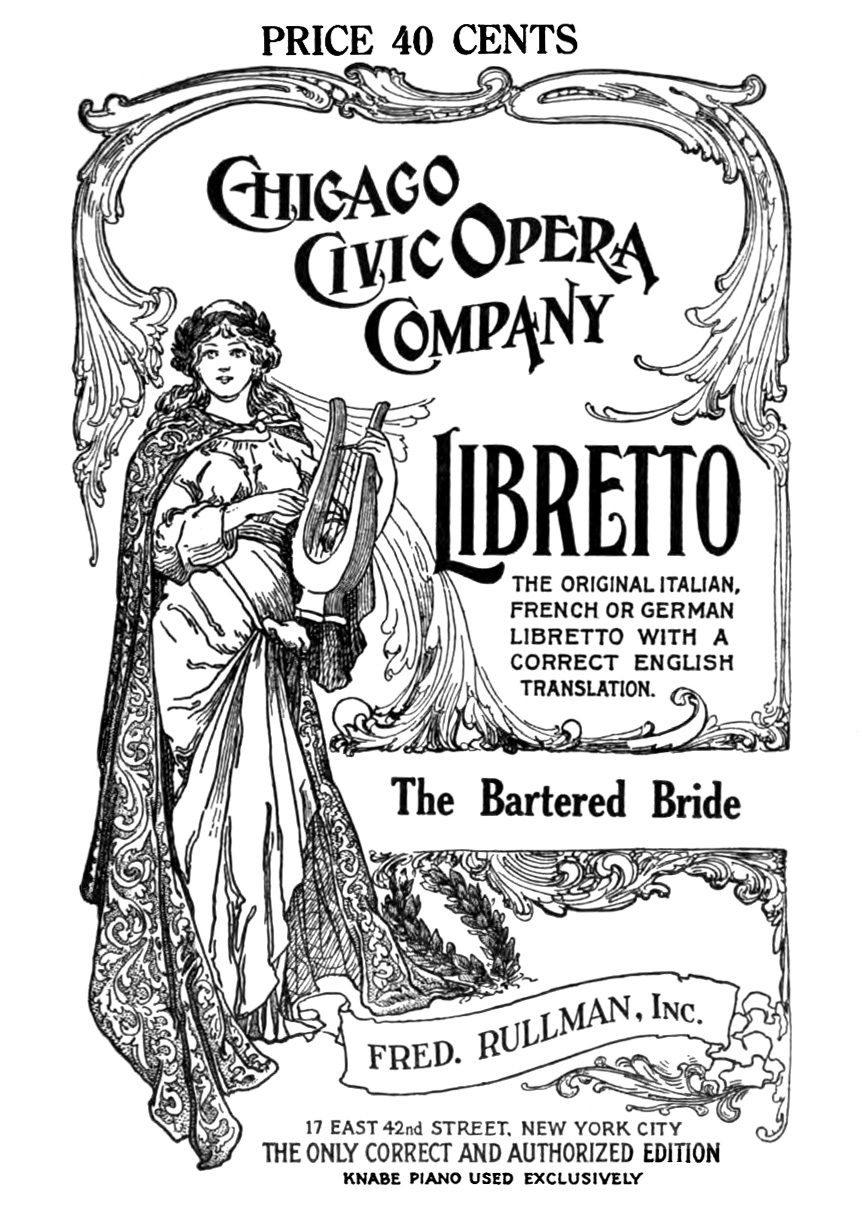
Couverture du livret de l'opéra pour la Chicago Civic Opera Company.

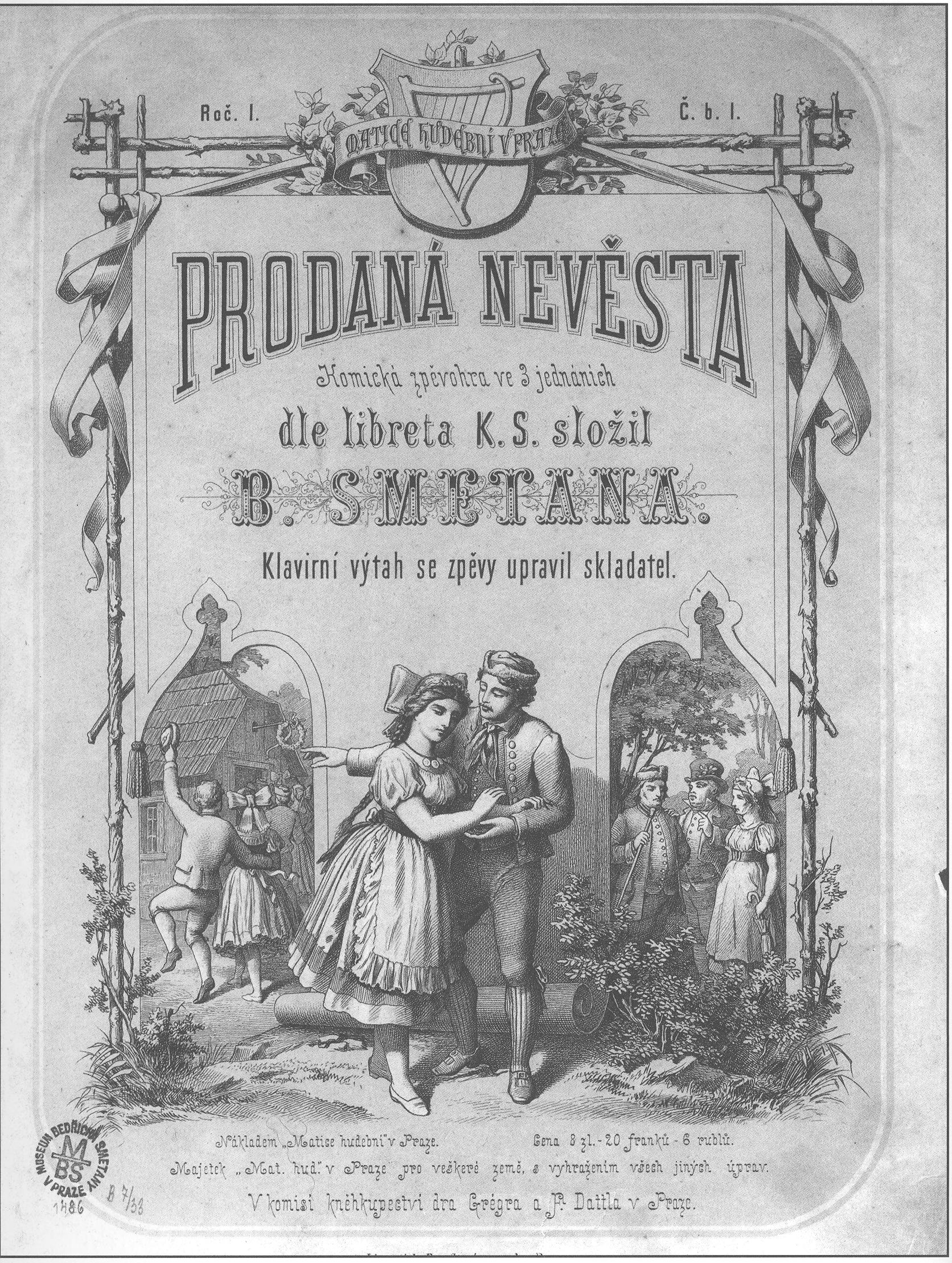
Couverture d'une édition de réduction pour piano de l'opéra (1872).

La Fiancée vendue (Prodaná nevěsta en tchèque) est un opéra bouffe en trois actes du compositeur tchèque Bedřich Smetana, sur un livret de Karel Sabina.
L'opéra est considéré comme ayant apporté une contribution majeure au développement de la musique tchèque. Il a été composé entre 1863 et 1866, et fut présenté la première fois au Théâtre provisoire de Prague le 30 mai 1866 dans un format à deux actes avec des dialogues parlés.
Situé dans un village du pays et avec des personnages réalistes, il raconte comment, après une révélation surprise tardive, le véritable amour l'emporte sur les efforts conjugués de parents ambitieux et d'un courtier en mariage. L'opéra ne fut pas un succès immédiat, et a été révisé et étendu dans les quatre années suivantes. Dans sa version définitive (en trois actes avec récitatifs chantés) de 1870, il s'imposa rapidement et finit par devenir un succès mondial. 
L'opéra tchèque était jusqu'à ce moment représenté par un certain nombre d'œuvres mineures rarement jouées. Cet opéra, le deuxième de Smetana, faisait partie de sa quête pour créer un genre d'opéra spécifiquement tchèque.
La Fiancée vendue est entrée au répertoire de l’Opéra de Paris en 2008, au Palais Garnier.